# چک ۳۸ جی بی
چک ۳۸ جی بی (به انگلیسی: Chak 38 JB) یک روستا در هند است که در پنجاب واقع شده‌است.